# Kierkini
Kierkini (gr. Κερκίνη) – miejscowość w Grecji, w administracji zdecentralizowanej Macedonia-Tracja, w regionie Macedonia Środkowa, w jednostce regionalnej Seres, w gminie Sindiki. W 2011 roku liczyła 980 mieszkańców. Otrzymała nazwę od jeziora Kierkini, które jest położone niedaleko miasta.